# Gira mi salida contigo
Gira mi salida contigo es la séptima gira del dúo estadounidense Ha*Ash compuesto por Ashley Grace y Hanna Nicole, realizada para la promocionar su sexto álbum de estudio Haashtag (2022). Comenzó oficialmente el 2 de septiembre de 2022 en Puebla, México, y terminó el 10 de agosto de 2024 en San Luis Potosí. El concierto realizado el 21 de octubre de 2023 en el Auditorio Nacional de México fue transmitido en vivo por Star+ exclusivamente en Latinoamérica.

## Antecedentes y desarrollo
Esta gira es la continuación de la Gira 100 años contigo que se llevó a cabo durante cuatro años con alrededor de 130 conciertos con la finalidad de promocionar su sexto álbum de estudio. Durante las últimas fechas de dicha gira a partir de abril el dúo agregó a la lista de canciones «Lo que un hombre debería saber», primer sencillo de su sexto material de estudio, y «Mejor que te acostumbres» segundo tema inédito publicado para el disco.
El dúo confirmó tres presentaciones en Acapulco, Monclova, Oaxaca como antesalas del anuncio de las primeras fechas de la nueva gira titulada Gira mi salida contigo para la promoción de su material de estudio Haashtag (2022), siendo dichas fechas el cierre oficial de la gira anterior finalizando 1 de septiembre de 2022, el mismo día del lanzamiento del disco. El 11 de julio, Ha*Ash anunció la primera etapa de la gira con presentaciones por México, que incluyó 19 fechas entre el 2 de septiembre y 3 de diciembre del mismo año.
El 6 de octubre, su agencia confirmó la primera fecha de la gira en Sudamérica, donde el dúo se presentaría por primera vez en Venezuela, anunciando un concierto en Terraza del C.C.C.T. el 30 de marzo de 2022. Cuatro días después la banda reveló la tercera etapa de la gira con 21 fechas por Estados Unidos, y el 3 de noviembre, se anunció oficialmente la segunda fase Latinoamérica 2023, con 15 fechas por Centroamérica y Sudamérica. Luego de culminar su gira por Latinoamérica y Estados Unidos a finales de mayo, el dúo confirmó que realizaría una segunda parte de la gira en ambos lugares y que ésta además tendría un pasó por España, mientras que en México a partir de inicios de junio comenzó su segunda etapa en el país de las cuales las fechas se fueron añadiendo de manera paulatina.
Tras culminar las primeras 90 presentaciones de la gira, el 13 de noviembre el grupo comenzó a publicar nuevas fechas que formarían parte de la segunda tanda de anuncios, agregando 5 conciertos en España, en las ciudades de Barcelona, Madrid, Valencia y sus primeras apariciones en Murcia y Málaga.

## Recepción
La preventa de entradas para México de los primeros 19 conciertos anunciados por el dúo el 11 de julio, comenzó dos días después, mientras que la venta general el 15. Las entradas para los espectáculos con mayor repercusión a realizarse en el Ciudad de México y Guadalajara se agotaron a los pocos días en la preventa, posteriormente ocurrió lo mismo en Monterrey, lo que provocó el anunció de un segundo concierto en las tres ciudades. Mientras que las demás fechas en su mayoría culminaron con todas las localidades vendidas. Una vez iniciada la venta general del segundo Auditorio Nacional en Ciudad de México, volvió a ocurrir lo mismo añadiéndose un tercer y cuarto espectáculo en el recinto. Posteriormente tras la buena recepción en sus anteriores presentaciones, la banda confirmó su quinta, sexta y séptima presentación en el Auditorio Nacional y la tercera y cuarta en el Auditorio Telmex y Auditorio Citibanamex. Con la séptima presentación en el Auditorio Nacional Ha*Ash superó su récord de 6 conciertos que llevó cabo en dicho recinto con la gira pasada 100 años contigo, también con la cuarta presentación en Telmex superó los 3 conciertos que consiguieron anteriormente, mientras que igualó los 4 conciertos realizados en el Auditorio Citibanamex también de la gira pasada.
En Sudamérica su concierto en Ecuador agendando para el 25 de febrero de 2023 en el Coliseo Voltaire Paladines Polo, Guayaquil se agotó en solo 8 horas, confirmándose una nueva fecha para el día siguiente, la cual se agotaría nuevamente en menos de 8 horas. En Argentina tras agotar una primera función se agendó otro concierto en Luna Park, mismo caso ocurrió en Chile donde tras agotarse su primera función en Movistar Arena, se añadió una fecha más para el Gran Arena Monticello. Su gira por Latinoamérica y Puerto Rico finalmente culminó con sus 18 conciertos con entradas agotadas con una venta de más de 100 mil boletos. En su paso por Estados Unidos finalizó con 17 conciertos de 19 con todas las localidades vendidas.
El 31 de mayo de 2023, tras 7 conciertos agotados en el recinto, Ha*Ash confirmó una octava y novena presentación en el Auditorio Nacional en México para octubre.Ese mismo mes, se presentaron en las Fiestas de Octubre en el recinto Auditorio "Benito Juárez" en Guadalajara, donde reunieron dentro y fuera del recinto alrededor de 75 mil espectadores; entre los 6.000 que abarcan el recinto y los restantes que se quedaron a las afueras del lugar, superando los cerca de 30.000 espectadores en su presentación en las Fiestas de Octubre de 2018.

## Emisión en directo
A través de la plataforma Star+ el concierto realizado el 21 de octubre de 2023 en el Auditorio Nacional de México fue transmitido en vivo exclusivamente para Latinoamérica.El concierto titulado Gira mi salida contigo desde el Auditorio Nacional, fue la continuación de una seguidilla de conciertos trasmitidos por dicho servicio de streaming para sus suscriptores, donde se incluye una entrevista a los artistas llevada a cabo por el periodista argentino Bebe Contepomi y una previa del concierto animada por Maca Carriedo y Anaís Castro.Dicho espectáculo, contó con la participación en el escenario de Mario Bautista, Mar Lucas y Lagos; y la producción del espectáculo estuvo a cargo de El Bajo Producciones.

## Artistas invitados

### Invitados sorpresa
- Alé Zeguer – 9 de septiembre de 2022: «Tenían razón».[40]
- Marcela López – 29 de septiembre de 2022: «Tenían razón».[41]
- María José – 9 de junio de 2023: «Tenían razón».
- Mar Lucas – 23 de junio de 2023, 20 y 21 de octubre de 2023 y 22 de abril de 2024: «Yo nunca, nunca».[42]
- Mario Bautista – 20 y 21 de octubre de 2023: «100 años».[42]
- Matisse – 20 de octubre de 2023: «Sé que te vas».[42]
- Lagos – 21 de octubre de 2023: «No te quiero nada».[43]
- David Summers – 22 de abril de 2024: «Temblando».[44]

### Teloneros
- Alé Zeguer – 8, 9 y 22 de septiembre de 2022.[40]
- Sofia Delfino – 21 y 22 de octubre de 2022.[45]
- Sammy James – 17 y 18 de noviembre de 2022.[46]
- Dicapo – 18 de febrero de 2023.[47]
- Nella Rojas – 30 de marzo de 2023.[48]
- Mar Lucas –  20 y 21 de octubre de 2023.[42]

## Repertorio
Lista de canciones presentadas en su concierto del 9 de junio de 2023 en Ciudad de México.
Canciones presentadas
1. «Lo que un hombre debería saber»
2. «Ojalá»
3. «Dos copas de más»
4. «Demasiado para ti»
5. «Supongo que lo sabes»
6. «Eso no va a suceder»
7. «Te lo dije», «¿Qué me faltó?», «Destino o casualidad» y «Sé que te vas»
8. «Ex de verdad»
9. «Mi niña mujer»
10. «Estés donde estés»
11. «Serías tu»
12. «Tenían razón»
13. «Yo nunca, nunca»
14. «Mi salida contigo»
15. «No pasa nada»
16. «Te dejo en libertad»
17. «Mejor que te acostumbres»
18. «100 años»
19. «Perdón, perdón»
20. «No te quiero nada»
21. «30 de febrero»
22. «¿Qué hago yo?»
23. «Lo aprendí de ti»
24. «Odio amarte»

Setlist por fechas
| Setlist 1 - Hasta el 3 de junio de 2023 |
| --- |
| 1. «Lo que un hombre debería saber» 2. «Ojalá» 3. «Dos copas de más» 4. «Demasiado para ti» 5. «Supongo que lo sabes» 6. «Eso no va a suceder» 7. «Te lo dije», «¿Qué me faltó?», «Si pruebas una vez» (México y Latinoamérica), «Destino o casualidad» y «Sé que te vas» 8. «Ex de verdad» 9. «Mi niña mujer» (Estados Unidos) 10. «Impermeable» (México y Latinoamérica) y «Estés donde estés» 11. «Serías tu» (Estados Unidos) 12. «Tenían razón» 13. «Mi salida contigo» 14. «No pasa nada» 15. «Te dejo en libertad» 16. «Mejor que te acostumbres» 17. «100 años» 18. «Perdón, perdón» 19. «No te quiero nada» 20. «30 de febrero» 21. «¿Qué hago yo?» 22. «Lo aprendí de ti» 23. «Odio amarte» |

Notas:
- En la primera fecha, Ha*Ash comenzó su concierto con «Odio amarte», sin embargo, en las siguientes fechas fue el tema de cierre.[49]
- Después del concierto del 29 de septiembre en Monterrey, Ha*Ash agregó al setlist «Impermeable».[50][41]
- Hasta el 9 de febrero en su concierto en San Salvador, El Salvador, Ha*Ash interpretó «Camina conmigo» al inicio en el medley de baladas del setlist.[50]
- Desde el concierto del 10 de febrero en Tegucigalpa, Honduras Ha*Ash cantó por primera vez «Te lo dije» de su último disco y la agregó al setlist de la gira en los conciertos posteriores.[51][52]
- Desde el concierto del 7 de abril en Miami que abrió la etapa de la gira en Estados Unidos, Ha*Ash cantó el tema «Mi niña mujer» en el paso de la gira por ese país.[53]
- El 14 de mayo durante el concierto en Denver, por el día de la madre Ha*Ash interpretó por primera vez «Serías tú», canción que está dedicada a la hija de Hanna y la añadió al setlist.[54]
- Desde el concierto del 9 de junio en Ciudad de México, Ha*Ash cantó por primera vez «Yo nunca, nunca» de su último disco.

## Fechas
| N.º                        | Fecha                    | Ciudad           | País                 | Lugar                             | Ref.   |
| -------------------------- | ------------------------ | ---------------- | -------------------- | --------------------------------- | ------ |
| Etapa 1: México            |                          |                  |                      |                                   |        |
| 1                          | 2 de septiembre de 2022  | Puebla           | México               | Auditorio GNP                     | [ 10 ] |
| 2                          | 8 de septiembre de 2022  | Guadalajara      | México               | Auditorio Telmex                  | [ 10 ] |
| 3                          | 9 de septiembre de 2022  | Guadalajara      | México               | Auditorio Telmex                  | [ 19 ] |
| 4                          | 22 de septiembre de 2022 | Querétaro        | México               | Plaza Santa María                 | [ 10 ] |
| 5                          | 23 de septiembre de 2022 | Morelia          | México               | Plaza de Toros Morelia            | [ 10 ] |
| 6                          | 24 de septiembre de 2022 | León             | México               | Velaria                           | [ 10 ] |
| 7                          | 29 de septiembre de 2022 | Monterrey        | México               | Auditorio Citibanamex             | [ 10 ] |
| 8                          | 30 de septiembre de 2022 | Monterrey        | México               | Auditorio Citibanamex             | [ 20 ] |
| 9                          | 1 de octubre de 2022     | Torreón          | México               | Coliseo Centenario de Torreón     | [ 10 ] |
| 10                         | 7 de octubre de 2022     | Mérida           | México               | Foro GNP                          | [ 10 ] |
| 11                         | 8 de octubre de 2022     | Veracruz         | México               | World Trade Center                | [ 10 ] |
| 12                         | 14 de octubre de 2022    | CD Júarez        | México               | Centro de Convenciones Anitias    | [ 10 ] |
| 13                         | 15 de octubre de 2022    | Chihuahua        | México               | Plaza de Todos                    | [ 10 ] |
| 14                         | 21 de octubre de 2022    | Ciudad de México | México               | Auditorio Nacional                | [ 10 ] |
| 15                         | 22 de octubre de 2022    | Ciudad de México | México               | Auditorio Nacional                | [ 18 ] |
| 16                         | 28 de octubre de 2022    | Mexicali         | México               | Centro Estatal de las Artes       | [ 10 ] |
| 17                         | 29 de octubre de 2022    | Tijuana          | México               | El Trompo                         | [ 10 ] |
| 18                         | 4 de noviembre de 2022   | San Luis Potosí  | México               | El Domo                           | [ 10 ] |
| 19                         | 5 de noviembre de 2022   | Aguascalientes   | México               | Plaza de Toros                    | [ 10 ] |
| 20                         | 11 de noviembre de 2022  | Cancún           | México               | Plaza de Toros                    | [ 10 ] |
| 21                         | 17 de noviembre de 2022  | Ciudad de México | México               | Auditorio Nacional                | [ 22 ] |
| 22                         | 18 de noviembre de 2022  | Ciudad de México | México               | Auditorio Nacional                | [ 23 ] |
| 23                         | 1 de diciembre de 2022   | Sinaloa          | México               | CUM Los Mochis                    | [ 55 ] |
| 24                         | 2 de diciembre de 2022   | Mazatlán         | México               | Mazatlán International Center     | [ 56 ] |
| 25                         | 8 de diciembre de 2022   | Hermosillo       | México               | Expoforum                         | [ 10 ] |
| 26                         | 10 de diciembre de 2022  | Culiacán         | México               | Estacionamiento Estadio Tomateros | [ 10 ] |
| Etapa 2: Latinoamérica     |                          |                  |                      |                                   |        |
| 27                         | 1 de febrero de 2023     | Ciudad de Panamá | Panamá               | Centro de Convenciones Figali     | [ 14 ] |
| 28                         | 3 de febrero de 2023     | San José         | Costa Rica           | Parque Viva                       | [ 14 ] |
| 29                         | 9 de febrero de 2023     | San Salvador     | El Salvador          | Complejo Estadio Cuscatlan        | [ 14 ] |
| 30                         | 10 de febrero de 2023    | Tegucigalpa      | Honduras             | Ingenieros Coliseum               | [ 14 ] |
| 31                         | 11 de febrero de 2023    | Guatemala        | Guatemala            | Futeca Cardales de Cayalá         | [ 14 ] |
| 32                         | 18 de febrero de 2023    | Ciudad de México | México               | Auditorio Nacional                | [ 24 ] |
| 33                         | 22 de febrero de 2023    | Bogotá           | Colombia             | Movistar Arena                    | [ 14 ] |
| 34                         | 24 de febrero de 2023    | Quito            | Ecuador              | Coliseo Rumiñahui                 | [ 14 ] |
| 35                         | 25 de febrero de 2023    | Guayaquil        | Ecuador              | Coliseo Voltaire Paladines Polo   | [ 14 ] |
| 36                         | 26 de febrero de 2023    | Guayaquil        | Ecuador              | Coliseo Voltaire Paladines Polo   | [ 28 ] |
| 37                         | 3 de marzo de 2023       | Santiago         | Chile                | Movistar Arena                    | [ 14 ] |
| 38                         | 4 de marzo de 2023       | Rancagua         | Chile                | Gran Arena Monticello             | [ 30 ] |
| 39                         | 5 de marzo de 2023       | Lima             | Perú                 | Club Cultura Lima Chorillos       | [ 14 ] |
| 40                         | 9 de marzo de 2023       | Montevideo       | Uruguay              | Antel Arena                       | [ 14 ] |
| 41                         | 11 de marzo de 2023      | Buenos Aires     | Argentina            | Luna Park                         | [ 14 ] |
| 42                         | 12 de marzo de 2023      | Buenos Aires     | Argentina            | Luna Park                         | [ 29 ] |
| 43                         | 30 de marzo de 2023      | Caracas          | Venezuela            | Terraza del C.C.C.T.              | [ 14 ] |
| 44                         | 1 de abril de 2023       | Santo Domingo    | República Dominicana | Teatro La Fiesta                  | [ 14 ] |
| 45                         | 2 de abril de 2023       | San Juan         | Puerto Rico          | Coca Cola Music Hall              | [ 57 ] |
| Etapa 3: Estados Unidos    |                          |                  |                      |                                   |        |
| 46                         | 7 de abril de 2023       | Miami            | Estados Unidos       | James L Knight Center             | [ 13 ] |
| 47                         | 8 de abril de 2023       | Orlando          | Estados Unidos       | House of Blues                    | [ 13 ] |
| 48                         | 9 de abril de 2023       | Atlanta          | Estados Unidos       | Coca-Cola Roxy                    | [ 13 ] |
| 49                         | 12 de abril de 2023      | New York         | Estados Unidos       | Beacon Theatre                    | [ 13 ] |
| 50                         | 13 de abril de 2023      | Washington       | Estados Unidos       | The Howard                        | [ 13 ] |
| 51                         | 15 de abril de 2023      | Rosemont         | Estados Unidos       | Rosemont Theatre                  | [ 13 ] |
| 52                         | 20 de abril de 2023      | Houston          | Estados Unidos       | Smart Financial Centre            | [ 13 ] |
| 53                         | 21 de abril de 2023      | Irving           | Estados Unidos       | The Pavilion Toyota Music         | [ 13 ] |
| 54                         | 22 de abril de 2023      | El Paso          | Estados Unidos       | Abraham Chavez Theatre            | [ 13 ] |
| 55                         | 23 de abril de 2023      | Phoenix          | Estados Unidos       | Arizona Financial Theatre         | [ 13 ] |
| 56                         | 2 de mayo de 2023        | Aguascalientes   | México               | Foro de las Estrellas             | [ 58 ] |
| 57                         | 11 de mayo de 2023       | Seattle          | Estados Unidos       | Moore Theatre                     | [ 13 ] |
| 58                         | 14 de mayo de 2023       | Denver           | Estados Unidos       | Paramount Theatre                 | [ 13 ] |
| 59                         | 18 de mayo de 2023       | Austin           | Estados Unidos       | Moody Amphitheater                | [ 13 ] |
| 60                         | 19 de mayo de 2023       | Laredo           | Estados Unidos       | Sames Auto Arena                  | [ 13 ] |
| 61                         | 20 de mayo de 2023       | Hidalgo          | Estados Unidos       | Payne Arena                       | [ 13 ] |
| 62                         | 21 de mayo de 2023       | San Antonio      | Estados Unidos       | Majestic Theatre                  | [ 13 ] |
| 63                         | 26 de mayo de 2023       | Inglewood        | Estados Unidos       | YouTube Theater                   | [ 13 ] |
| 64                         | 27 de mayo de 2023       | San Francisco    | Estados Unidos       | The Masonic                       | [ 13 ] |
| 65                         | 28 de mayo de 2023       | Stockton         | Estados Unidos       | Bob Hope Theatre                  | [ 13 ] |
| Etapa 4: México II         |                          |                  |                      |                                   |        |
| 66                         | 2 de junio de 2023       | Toluca           | México               | Teatro Morelos                    | [ 15 ] |
| 67                         | 3 de junio de 2023       | Querétaro        | México               | Auditorio Josefa Ortiz            | [ 15 ] |
| 68                         | 9 de junio de 2023       | Ciudad de México | México               | Auditorio Nacional                | [ 59 ] |
| 69                         | 10 de junio de 2023      | Ciudad de México | México               | Auditorio Nacional                | [ 60 ] |
| 70                         | 22 de junio de 2023      | Monterrey        | México               | Auditorio Citibanamex             | [ 61 ] |
| 71                         | 23 de junio de 2023      | Monterrey        | México               | Auditorio Citibanamex             | [ 62 ] |
| 72                         | 29 de junio de 2023      | Guadalajara      | México               | Auditorio Telmex                  | [ 63 ] |
| 73                         | 30 de junio de 2023      | Guadalajara      | México               | Auditorio Telmex                  | [ 25 ] |
| 74                         | 7 de julio de 2023       | San Buenaventura | México               | Recinto Feria de San Buenaventura | [ 64 ] |
| 75                         | 13 de julio de 2023      | Playa del Carmen | México               | Recinto Ferial                    | [ 65 ] |
| 76                         | 14 de julio de 2023      | Saltillo         | México               | Parque Las Maravillas             | [ 66 ] |
| 77                         | 26 de julio de 2023      | Durango          | México               | Velaría FENADU                    | [ 67 ] |
| 78                         | 28 de julio de 2023      | Tulancingo       | México               | Palenque Tulancingo               | [ 68 ] |
| 79                         | 2 de septiembre de 2023  | Mexicali         | México               | Plaza Calafia                     | [ 69 ] |
| 80                         | 3 de septiembre de 2023  | Tijuana          | México               | Audiorama de Las Estrellas        | [ 70 ] |
| 81                         | 9 de septiembre de 2023  | Xalapa           | México               | Nido del Halcón                   | [ 71 ] |
| 82                         | 29 de septiembre de 2023 | Tuxtla Gutiérrez | México               | Foro Chiapas                      | [ 72 ] |
| 83                         | 30 de septiembre de 2023 | Villahermosa     | México               | Palenque de Gallos                | [ 73 ] |
| 84                         | 7 de octubre de 2023     | San Luis Potosí  | México               | Plaza de Toros                    | [ 74 ] |
| 85                         | 13 de octubre de 2023    | Mérida           | México               | Foro GNP                          | [ 75 ] |
| 86                         | 18 de octubre de 2023    | Querétaro        | México               | Auditorio Josefa Ortiz            | [ 76 ] |
| 87                         | 20 de octubre de 2023    | Ciudad de México | México               | Auditorio Nacional                | [ 77 ] |
| 88                         | 21 de octubre de 2023    | Ciudad de México | México               | Auditorio Nacional                | [ 77 ] |
| 89                         | 24 de octubre de 2023    | Guadalajara      | México               | Auditorio Benito Juárez           | [ 78 ] |
| 90                         | 28 de octubre de 2023    | Puebla           | México               | Auditorio CCU                     | [ 79 ] |
| 91                         | 11 de noviembre de 2023  | Pachuca          | México               | Auditorio Explanada               | [ 80 ] |
| 92                         | 17 de noviembre de 2023  | Mérida           | México               | Foro GNP                          | [ 81 ] |
| 93                         | 16 de enero de 2024      | León             | México               | Palenque de la Feria de León      | [ 82 ] |
| 94                         | 11 de febrero de 2024    | Mérida           | México               | Recinto Ferial Xmatkul            | [ 83 ] |
| 95                         | 17 de febrero de 2024    | Sayula           | México               | Plaza de Toros                    | [ 84 ] |
| Etapa 5: Estados Unidos II |                          |                  |                      |                                   |        |
| 96                         | 29 de febrero de 2024    | Nashville        | Estados Unidos       | Brooklyn Bowl                     | [ 85 ] |
| 97                         | 1 de marzo de 2024       | Nueva Orleans    | Estados Unidos       | Orpheum Theater                   | [ 86 ] |
| 98                         | 2 de marzo de 2024       | Austin           | Estados Unidos       | Circuito de las Américas          | [ 87 ] |
| Etapa 6: Europa            |                          |                  |                      |                                   |        |
| 99                         | 18 de abril de 2024      | Valencia         | España               | Sala Repvblicca                   | [ 16 ] |
| 100                        | 19 de abril de 2024      | Murcia           | España               | Sala Mamba!                       | [ 16 ] |
| 101                        | 21 de abril de 2024      | Barcelona        | España               | Sant Jordi Club                   | [ 16 ] |
| 102                        | 22 de abril de 2024      | Madrid           | España               | WiZink Center                     | [ 16 ] |
| 103                        | 25 de abril de 2024      | Málaga           | España               | Sala París 15                     | [ 16 ] |
| Etapa 7: México III        |                          |                  |                      |                                   |        |
| 104                        | 3 de mayo de 2024        | Ciudad de México | México               | La Maraka                         | [ 88 ] |
| 105                        | 4 de mayo de 2024        | Ciudad de México | México               | La Maraka                         | [ 88 ] |
| 106                        | 12 de mayo de 2024       | Puebla           | México               | Teatro del Pueblo                 | [ 89 ] |
| 107                        | 16 de mayo de 2024       | Monterrey        | México               | Domo Care                         | [ 90 ] |
| 108                        | 8 de junio de 2024       | Tapachula        | México               | Palenque de la Expo Feria         | [ 91 ] |
| 109                        | 14 de junio de 2024      | Culiacán         | México               | Estadio de Los Dorados            | [ 92 ] |
| 110                        | 15 de junio de 2024      | Mazatlán         | México               | CUM Mazatlán                      | [ 93 ] |
| 111                        | 29 de junio de 2024      | Gómez Palacio    | México               | Palenque del Recinto Ferial       | [ 94 ] |
| 112                        | 20 de julio de 2024      | Aguascalientes   | México               | Explanada Principal               | [ 95 ] |
| 113                        | 25 de julio de 2024      | Nuevo Nayarit    | México               | Vidanta Nuevo Nayaritt            | [ 96 ] |
| 114                        | 10 de agosto de 2024     | San Luis Potosí  | México               | Instalaciones de la Feria         | [ 97 ] |

### Otros eventos
Las fechas presentadas a continuación corresponden a eventos en que han sido invitados o sesiones acústicas de corta duración que han realizados.

| Fecha                | Ciudad           | País        | Lugar                  | Detalle                    | Ref.    |
| -------------------- | ---------------- | ----------- | ---------------------- | -------------------------- | ------- |
| 27 de agosto de 2022 | Ciudad de México | México      | Auditorio Nacional     | Kids' Choice Awards México | [ 98 ]  |
| 20 de julio de 2023  | San Juan         | Puerto Rico | Coliseo de Puerto Rico | Premios Juventud 2023      | [ 99 ]  |
| 9 de marzo de 2024   | Madrid           | España      | WiZink Center          | Cadena 100 por la Paz      | [ 100 ] |
| 14 de marzo de 2024  | Tenerife         | España      | Recinto Ferial         | Premios Dial 2024          | [ 101 ] |

## Fechas canceladas y/o reprogramadas

### Fechas reprogramadas
| Fecha                  | Ciudad     | País   | Motivo/Fecha                                                           | Ref.    |
| ---------------------- | ---------- | ------ | ---------------------------------------------------------------------- | ------- |
| 6 de octubre de 2022   | Cancún     | México | - Estructura del escenario colapsó. - Reprogramada al 11 de noviembre. | [ 102 ] |
| 2 de diciembre de 2022 | Culiacán   | México | - Reprogramada al 10 de diciembre.                                     | [ 103 ] |
| 3 de diciembre de 2022 | Hermosillo | México | - Reprogramada al 8 de diciembre.                                      | [ 104 ] |

### Fechas canceladas
| Fecha                   | Ciudad       | País           | Motivo/Fecha                      | Ref.    |
| ----------------------- | ------------ | -------------- | --------------------------------- | ------- |
| 12 de noviembre de 2022 | Villahermosa | México         | - Por la organización del evento. | [ 106 ] |
| 12 de mayo de 2023      | Portland     | Estados Unidos | - Problemas en el recinto.        | [ 107 ] |
| 25 de mayo de 2023      | Las Vegas    | Estados Unidos | - Problemas en el recinto.        | [ 108 ] |
| 4 de noviembre de 2023  | Acapulco     | México         | - Debido al Huracán Otis.         | [ 110 ] |
| 18 de noviembre de 2023 | Cancún       | México         | - Por la organización del evento. | [ 112 ] |